# Nabil Bilel Ziani
Nabil Bilel Ziani (en arabe : نبيل بلال زياني) est un footballeur algérien né le 23 juin 1988 à Sétif en Algérie. Il évolue au poste d'allier gauche .

## Biographie
Nabil Bilel Ziani évolue en première division algérienne avec les clubs du NC Magra et du CA Bordj Bou Arreridj. Il dispute 44 matchs en inscrivant trois buts en Ligue 1.